# Malá Úpa
Malá Úpa (en allemand : Kleinaupa) est une commune du district de Trutnov, dans la région de Hradec Králové, en Tchéquie. Sa population s'élevait à 142 habitants en 2020.

## Géographie
Malá Úpa se trouve dans la vallée de l'Úpa, à la frontière polonaise, à 21 km au nord-nord-ouest de Trutnov, à 60 km au nord de Hradec Králové et à 124 km au nord-est de Prague.
La commune est limitée par la Pologne au nord et à l'est, par Horní Maršov au sud, et par Pec pod Sněžkou au sud-ouest et à l'ouest.

## Histoire
Malá Úpa ou Kleinaupa a été fondée au XVIe siècle comme un village pour les bûcherons qui exploitaient les forêts environnantes. Le bois était principalement destiné aux mines de Kutná Hora.